# Courgeac
Courgeac (okzitanisch: gleichlautend) ist ein Ort und eine Gemeinde mit 170 Einwohnern (Stand 1. Januar 2022) im westfranzösischen Département Charente in der Region Nouvelle-Aquitaine. Die Gemeinde besteht aus mehreren Weilern (hameaux) und Einzelgehöften.

## Lage
Der Ort Courgeac liegt etwa eineinhalb Kilometer südöstlich des Flusses Charente in der alten Kulturlandschaft des Angoumois, einem Teil der Charente, in einer Höhe von etwa 100 m ü. d. M. und ist etwa 36 km (Fahrtstrecke) in südlicher Richtung von der Stadt Angoulême entfernt.

## Bevölkerungsentwicklung
| Jahr      | 1800 | 1851 | 1901 | 1954 | 1999 | 2013 |
| Einwohner | 637  | 625  | 423  | 318  | 175  | 204  |

Der Bevölkerungsrückgang im ausgehenden 19. und in der ersten Hälfte des 20. Jahrhunderts ist in der Hauptsache auf den Verlust an Arbeitsplätzen infolge der Reblauskrise und der zunehmenden Mechanisierung der Landwirtschaft zurückzuführen.

## Wirtschaft
Lebten die Bewohner des Ortes jahrhundertelang von den Erträgen ihrer Felder und Gärten, so wurde im ausgehenden Mittelalter und in der frühen Neuzeit der Weinbau vorangetrieben, der – nach der Reblauskrise im ausgehenden 19. und beginnenden 20. Jahrhundert – jedoch nicht wieder seine frühere Bedeutung erreichte. Eine nicht unbedeutende Rolle für das Wirtschaftsleben der Gemeinde spielt auch der Tourismus in Form der Vermietung von Ferienwohnungen (gîtes).

## Geschichte
Im Mittelalter lag die Grundherrschaft (seigneurie) über Courgeac lange Zeit bei der circa zwei Kilometer nördlich gelegenen Abtei Notre-Dame-de-l’Assomption du Bournet. Die Pfarrkirche wurde jedoch vom Bistum Angoulême aus geführt. Über Zerstörungen während des Hundertjährigen Krieges (1337–1453) und der Hugenottenkriege (1562–1598) ist so gut wie nichts bekannt.

## Sehenswürdigkeiten

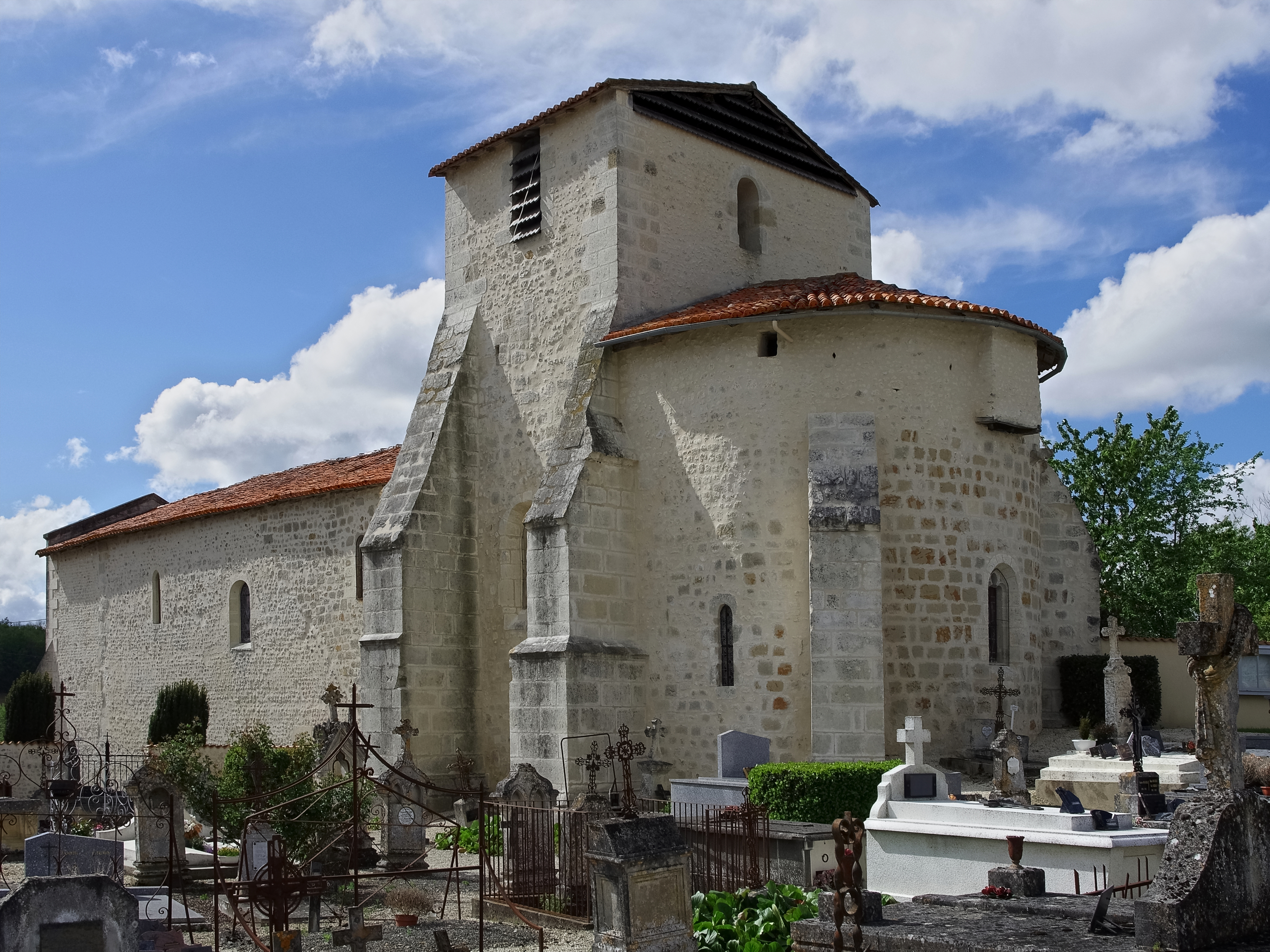
Kirche Saint-Étienne

- Die aus nur grob behauenen Steinen errichtete Pfarrkirche Saint-Étienne entstand im späten 11. oder frühen 12. Jahrhundert. Die durch zwei Strebepfeiler gegliederte, aber ansonsten schmucklose Apsis wurde wahrscheinlich in der Zeit der Religionskriege durch eine Kammer mit Wehrerker (bretèche) erhöht. Die Wände des Langhauses sind aus faustgroßen weitgehend unbehauenen Steinen (moellons) und ohne Strebepfeiler errichtet, was auf eine frühe Bauzeit verweist. Vor dem schmucklosen Portal entstand ein Vorraum aus exakt behauenen Steinen, der mit Fresken bemalt wurde. Das Kirchenschiff ist tonnengewölbt; die Apsis zeigt Blendarkaden im unteren Bereich sowie eine schmucklose Kalottenwölbung. Die Kirche birgt ein kapitellartig behauenes romanisches Weihwasserbecken mit einem durchbrochenen Sockel. Der schlichte ländliche Kirchenbau ist seit dem Jahr 2009 als Monument historique anerkannt.[2]

außerhalb

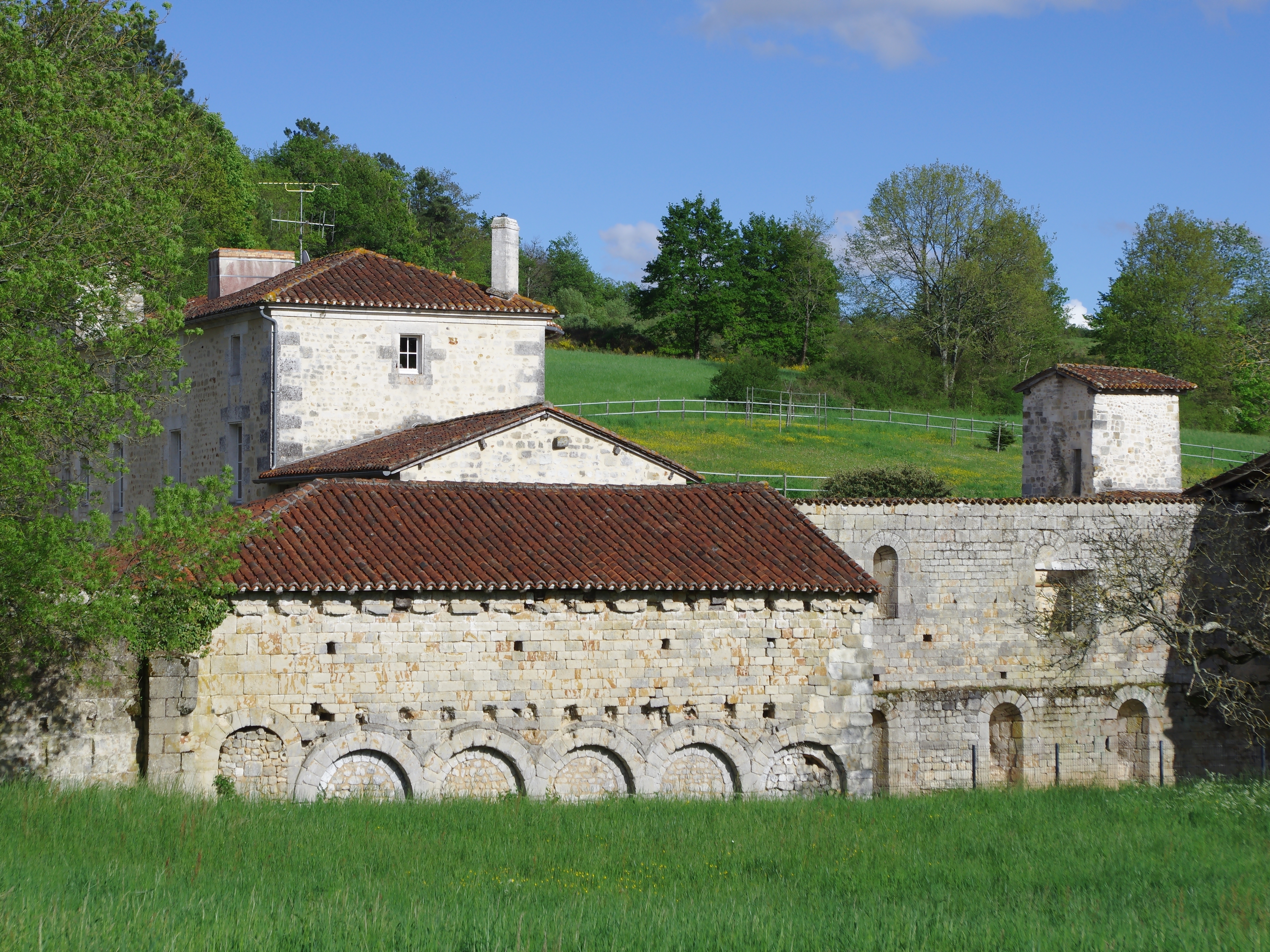
Abbaye Notre-Dame-de-l’Assomption du Bournet

- Etwa zwei Kilometer nördlich des Ortes liegt die Ruine der im Jahr 1113 von Géraud de Salles gegründeten ehemaligen Benediktiner- und späteren Zisterzienser-Abtei Notre-Dame-de-l’Assomption du Bournet. Sie wurde im Jahr 1460 durch Papst Pius II. direkt dem Heiligen Stuhl unterstellt, aber 20 Jahre später durch den Bischof von Angoulême kontrolliert. Im 16. Jahrhundert von den Protestanten in Brand gesetzt und teilweise zerstört, danach aber teilweise wiederaufgebaut, fiel sie während der Französischen Revolution der endgültigen Zerstörung anheim.